# Patrick Bouchain
Pour les articles homonymes, voir Bouchain.
Patrick Bouchain, né le 31 mai 1945 à Paris (Seine), est un architecte, urbaniste, maître d'œuvre et scénographe français. Il a pratiqué avec l'agence Construire, qu'il a fondée en 1986, une architecture « HQH » (« Haute Qualité Humaine »). C'est un pionnier du réaménagement de lieux industriels en espaces culturels (le Lieu Unique à Nantes, la Condition publique à Roubaix, le Channel à Calais...). À Boulogne-sur-Mer, Tourcoing... Il sauve des maisons de la démolition lors d'opérations de réhabilitation. Il a été le président de la Société Coopérative d’Intérêt Collectif la Friche la Belle de Mai de sa création en 2008 jusqu’en 2013. Militant d'une méthode collaborative avec les habitants, ouvriers, architectes, permettant de définir une action collective, il reçoit en 2019 le Grand prix de l'urbanisme.

## Biographie
Patrick Bouchain étudie à l'École des beaux-arts de Paris, en effectuant des stages pendant ses études chez le décorateur Jacques Dumond, l'architecte André Hermant, puis chez le peintre Henri Malvaux (1908-1994), directeur de l'École Camondo où il enseigne ensuite. Intéressé par le théâtre et les arts du spectacle en général, il réalise plusieurs chapiteaux et centres culturels.
Après plus de dix ans d'enseignement du dessin et de l'architecture, Patrick Bouchain a associé un souci politique à son travail, considérant « que l'architecture est politique et qu'elle doit répondre au souci de l'intérêt général ». Depuis, s'il continue son œuvre, il se concentre sur des constructions publiques, et sur les besoins: « Aujourd'hui, ce qui m'intéresse, c'est de comprendre le besoin. Je crois à l'explication, à la vision collective des problèmes et à la décision individuelle. (...) C'est exactement comme un travail de metteur en scène. » .

Il est un pionnier du réaménagement de lieux industriels en espaces culturels, à partir de 1985 et la réhabilitation du Magasin à Grenoble en centre d'art contemporain, suivi de La Ferme du Buisson, Le Lieu unique, et La Condition publique, à Roubaix.

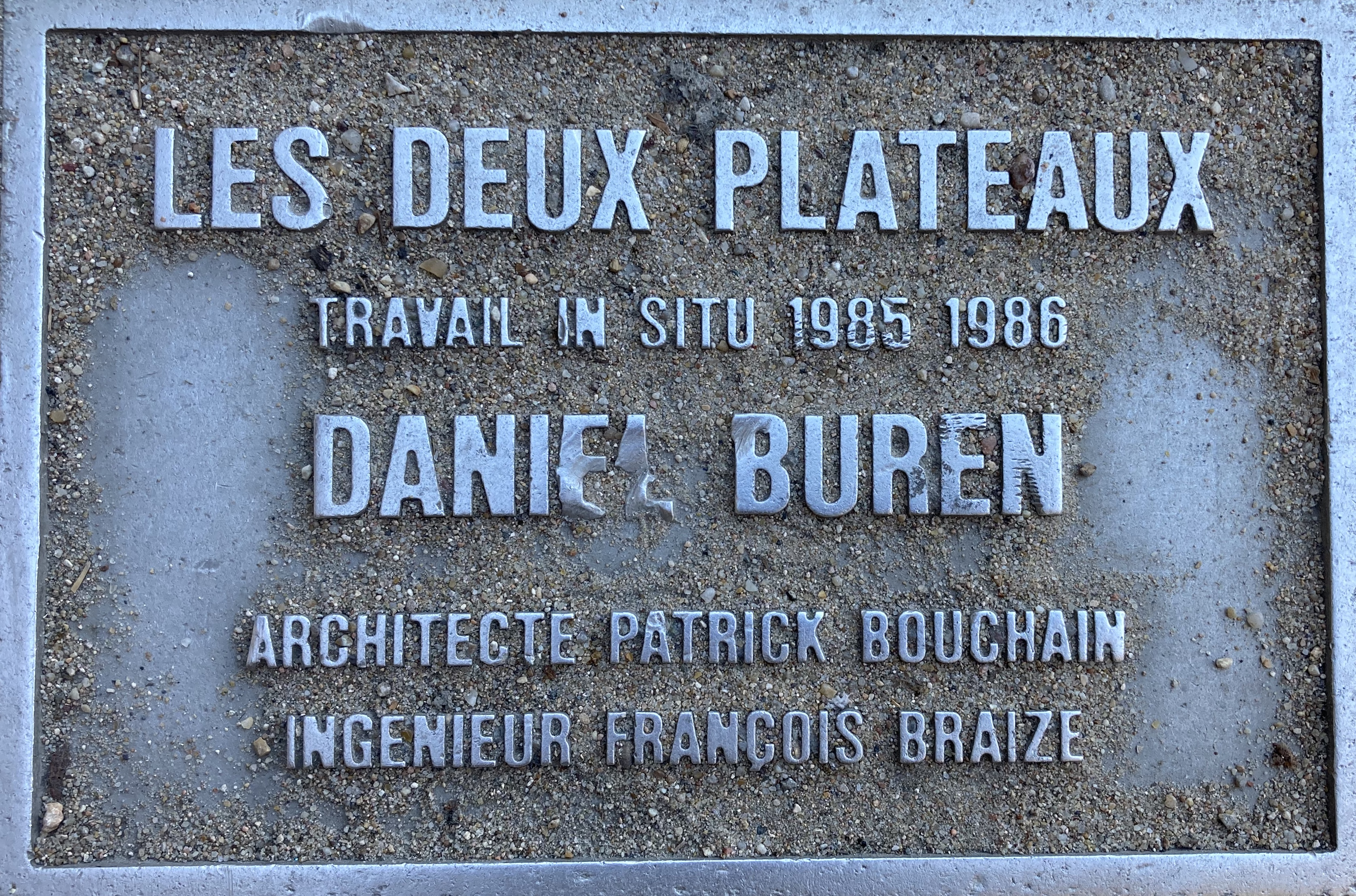
Plaque commémorative identifiant Patrick Bouchain comme l'architecte des Deux plateaux au Palais Royal

Il est aussi sur la scène artistique française, avec des collaborations avec de nombreux artistes comme Daniel Buren (" Les deux plateaux " dans la cour du Palais Royal, 1986 - " Les anneaux " à Nantes pour le festival de l'estuaire 2007 l'œuvre se découvre dans un parcours jalonné de 18 anneaux tournés vers le fleuve offrant autant de découpages sur le paysage fluvial.), Sarkis, Ange Leccia, Bartabas (Célébration de la bataille de Valmy, 1989), Joseph Kosuth (Figeac, 1989), Claes Oldenbourg (" Le vélo enseveli ", Parc de la Villette, 1990) Jean-Luc Vilmouth (" Comme deux tours ", Châtellerault, 1994).
Il est aussi à la tête des cérémonies du passage à l'an 2000, avec le spectacle des Grandes Roues.
Lorsque Jack Lang est nommé ministre de la culture en 1981, Bouchain et Lang se rencontrent. Patrick Bouchain devient le conseiller de Jack Lang durant la période de 1986 à 1995. Ensemble, ils ont lancé de nombreuses actions, notamment la création des ateliers de créations industrielles en 1982 et la réhabilitation du Jardin des Tuileries qui a débuté en 1989.
Il préfère ainsi le marché de définition, il y voit une procédure fructueuse où un projet est discuté avec l’ensemble des personnes impliquées avant de passer à sa réalisation concrète,.
Il influence ainsi le programme et la procédure du concours de l’ENSA Nantes lancé en 2003 et gagné par Lacaton & Vassal.

### Parcours chronologique
- 1972-1974 : professeur à l'école Camondo, à Paris
- 1974-1981 : professeur à l'école des beaux-arts de Bourges
- 1981-1983 : cofondateur et professeur des Ateliers / école nationale supérieure de création industrielle
- 1988-1995 : conseiller auprès de Jack Lang, ministre de la Culture
- 1989-1994 : directeur de l'Atelier public d'architecture et d'urbanisme de la ville de Blois
- 1992-1994 : conseiller auprès du président de l'Établissement public du Grand Louvre

### Prix
- 2009 : Global Award for Sustainable Architecture, aux côtés de Loïc Julienne (agence Construire)[8],[9]
- 8 avril 2018 : Grand prix de l'urbanisme 2019[2]

### Décoration
- 23 mars 2017 :  Commandeur de l'ordre des Arts et des Lettres[10]

## Principales réalisations
- 1982 : les Ateliers. École nationale supérieure de création industrielle de la rue Saint Sabin, Paris.
- 1984 : théâtre Zingaro (Aubervilliers)
- 1986 : Studio-Théâtre de Vitry
- 1986 : aménagement du Magasin, Centre national d'art contemporain, site Bouchayer Viallet (Grenoble)
- 1986 : maître d'œuvre pour Les Deux Plateaux, œuvre de Daniel Buren, dans la cour d'honneur du Palais-Royal à Paris, en France
- 1987 : la manu. Schéma directeur de réaménagement de la friche industrielle, réalisation de l’antenne universitaire, du musée de l’automobile et de l’école du cirque, Châtellerault.
- 1988 : cirque Zingaro avec J. Harari, Fort d'Aubervilliers, Aubervilliers.
- 1989 : Valmy. Célébration avec Buren, Sarkis, Leccia, Vilmouth, Bartabas, les Trois 8.
- 1991 : volière Dromesko (Lausanne)
- 1991 : le Caravansérail de la Ferme du Buisson (Noisiel)
- 1993 : jardin des Tuileries. Direction du projet de rénovation avec IM.PEI, Wirtz, Cribier, Bénech, Stinco.
- 1994 : La Grange au Lac (Évian-les-Bains)[11]
- 1994 : la maison « Starck » : il réalise cette maison en bois imaginée et  par Philippe Starck et vendue sur le catalogue des « 3 Suisses »
- 1995 : centre administratif et technique de Valeo (La Verrière)
- 1996 : la Chocolaterie. Schéma d’aménagement et cahier des charges architectural du site Poulain à Blois.
- 1997 : siège social de Thomson Multimédia (Boulogne-Billancourt)
- 1998 : le campement. Baraque, tente, réfectoire, atelier itinérant pour E. de Véricourt, F. Tanguy, Rennes. - La forêt des délaissés - Caisse des dépôts et consignations : reconquête naturelle des délaissés urbains par des techniques forestières.
- 1999 : transformation des anciennes usines LU et création du Lieu unique (Nantes)
- 2000 : Musée international des arts modestes (Sète) - Les roues de l’an 2000 : manifestation sur les Champs-Élysées.
- 2001 : chapiteau du Théâtre du Centaure (Marseille)
- 2002 : Académie Fratellini (Saint-Denis) - Académie du spectacle équestre avec L. Julienne (Grande Écurie du Roy 1708 J. Hardouin-Mansart), Château de Versailles.
- 2004 : La Condition publique (Roubaix) - Chapiteau École nationale des arts du cirque avec Loïc Julienne, plateau d'Avron, Rosny sous Bois.
- 2005 : Réhabilitation de la piscine municipale (Bègles, métropole de Bordeaux) ; 
  - Expositions sur le travail de Patrick Bouchain : « fait main, la matière et la manière » à Arc en rêve (Bordeaux) et « Oui, avec plaisir », à la villa Noailles (Hyères) ;
  - Construction du Centre chorégraphique national (CCN) de Maguy Marin avec Loïc Julienne et Sébastien Eymard (Rillieux-la-Pape, métropole de Lyon).

- 2006 : pavillon français à la biennale d'architecture de Venise[12]
- 2007 : Cité nationale de l'histoire de l'immigration (Paris)
- 2007 : transformation des abattoirs le Channel (Calais)
- 2008 : restaurant bourguignon de Michel Troisgros « La Colline du Colombier ».
- 2008 : agrandissement du Centre commercial Beaulieu, Nantes.
- 2010 : exposition aux Rencontres d'Arles, France.
- 2011 : rénovation du restaurant La Grenouillère.
- 2011 : La Sirène à la Rochelle
- 2013 : Initiation du projet d'Université foraine à l'Hôtel Pasteur de Rennes.
- 2015 : Le Plus Petit Cirque du monde à Bagneux (92) avec Loïc Julienne[13]
- 2015 : rénovation du château de Longchamp (Paris)

## Ouvrages
- Avec Laurence Castany, La Condition publique : Roubaix, architecte, Patrick Bouchain…, édition Sujet-objet, coll. « Histoire de construire », mai 2004, 98 p.  (ISBN 2-914981-06-6)
- Construire autrement : comment faire ?, avec la collaboration de Michel Onfray, Lucien Kroll, Daniel Buren, et al., édition Actes Sud, coll. « L'Impensé », septembre 2006, 190 p.
- Construire ensemble, le Grand ensemble : habiter autrement, édition Actes Sud, coll. « L'Impensé », avril 2010, 72 p.
- Avec Daniel Buren, Édith Hallauer, Michel Nuridsany, Histoire du Palais Royal. Les Deux Plateaux / Daniel Buren, édition Actes Sud, coll. « Beaux-arts », septembre 2010, 150 p.
- Avec Exyzt, Construire en habitant : Venise, édition Actes Sud, coll. « L'Impensé », septembre 2011, 111 p. Publié dans le cadre de la 10e Biennale internationale d'architecture à Venise en 2006.
- Avec Jack Lang, Pouvoir & faire, Actes Sud, 2016, 168 p.

#### Presse
- Lorette Coen, « Patrick Bouchain, architecte forain », Le Temps,‎ 3 février 2012 (lire en ligne, consulté le 11 septembre 2012)
- Entretien avec Patrick Bouchain « Pour faire avancer l'architecture, il faut de l'audace », propos recueillis par Michèle Leloup, L'Express.fr, publié le 13 juin 2005

### Radio
- « Food inteligence », entretien avec Patrick Bouchain sur France Culture
- Lafriche.org, entretien avec Patrick Bouchain (mai 2005)

### Filmographie
- Permis de penser (7 novembre 2006), sur Arte
- Une conversation avec Patrick Bouchain, coll. « Le Champ urbain », un film de Vittorio E. Pisu
- Une diagonale, conversation avec Patrick Bouchain, un film de Nicola Delon et Julien Choppin, 2017, Encore heureux / Météore films